# Žirje (otok)
Žirje (italijansko: Zuri, latinsko: Zurium) je severnodalmatinski otok v srednjem Jadranu in je del Šibeniškega arhipelaga. Leži jugozahodno od otoka Kaprije. S celino ga povezuje trajekt na liniji Šibenik-Zlarin-Kaprije-Žirje. S površino 15,08 km² je za Murterjem drugi največji otok Šibeniškega arhipelaga, vendar med manjšimi na  Hrvaškem.

## Geografija
Površina otoka, ki je dolg 12 km, meri 15,07 km², njegova obala meri 41,758 km, najvišji vrh Kapić je visok 131 mnm. Žirje leži v zunanjem obroču otokov šibeniškega arhipelaga , okoli 22 km jugozahodno od Šibenika, na križišču pomorskih poti, ki vodijo iz Šibenika proti Kornatom. Otok z 29 zalivi obdaja 17 otočkov. Na njem stalno živijo 103 prebivalci (popis 2011).
Žirje ima dosti blage zime in topla ter suha poletja. Otok je izpostavljen severnim in južnim vetrovom. Letno pade okoli 760 mm padavin.
Vzdolž otoka, ki je v glavnem ves pokrit z makijo potekata dva niza apnenčastega gričevja, med katerima se vije plodno polje. V srednjem delu polja pri kraju imenovanm Gradine je 35 m globoka jama v kateri se preko vsega leta nahaja voda, primerna za napajanje živine.
Edino naselje na otoku Žirje leži nekoliko stran od obale nad zalivom , je s cesto povezano z istoimenskim zaselkom v zalivu Muna. Prebivalci se ukvarjajo predvsem z vzgojo vinske trte in oljk, ter ribištvom.
Iz pomorske katre je razvidno, da na otoku stojita dva svetilnika. Prvi  stoji na koncu valobrana v zalivu Muna in oddaja svetlobni signal: Z Bl 3s. Drugi svetilnik pa stoji na rtu Muna, pred vstopom v zaliv Muna, in oddaja svetlobni signal: B Bl(2) 10 s. Nazivni domet svetilnika je 10 milj.
Večji otočki v okolici Žirja so na vzhodni strani Mažirina, Hrbošnjak in Gusteranski, na južni strani Bakul, Škrivodain Škrtvadica ter na severni strani Koromašna in Mikavica. Plitvine na zahodni strani Žirja obdajajo otok z nizom otočkov in grebenov so bogate z ribami.